# Agence du patrimoine culturel des Pays-Bas
L'Agence du patrimoine culturel des Pays-Bas (en néerlandais Rijksdienst voor het Cultureel Erfgoed, souvent abrégé en Cultureel Erfgoed), est une organisation néerlandaise du patrimoine culturel qui œuvre pour la protection et la conservation des sites du patrimoine national (en). Il est situé à Amersfoort, province d'Utrecht.

## Rôle
L'Agence du patrimoine culturel des Pays-Bas est un département du ministère néerlandais de l'Éducation, de la Culture et de la Science. Elle a sous sa responsabilité la gestion de la liste officielle des monuments nationaux (les Rijksmonumenten) connue sous le nom de Monumentenregister, la gestion (l'entreposage et la restauration) de la collection nationale d'art des Pays-Bas, de la flotte des navires archéologiques nationaux et du système central d'information archéologique Archis. Elle accorde également des subventions dans les domaines du patrimoine culturel mobilier et immobilier. Elle applique la loi néerlandaise dite "Monumentenwet 1988" (droit des biens culturels), et partout où le patrimoine culturel enregistré est menacé, le département prend des mesures, que ce soit en conseillant les autorités compétentes, en menant des campagnes publiques et des programmes d'éducation ou par une action en justice. La protection des lieux considérés comme importants pour le patrimoine du pays (connues sous le nom de Beschermde stads- dorpsgezichten) sont également sous sa responsabilité.

## Historique

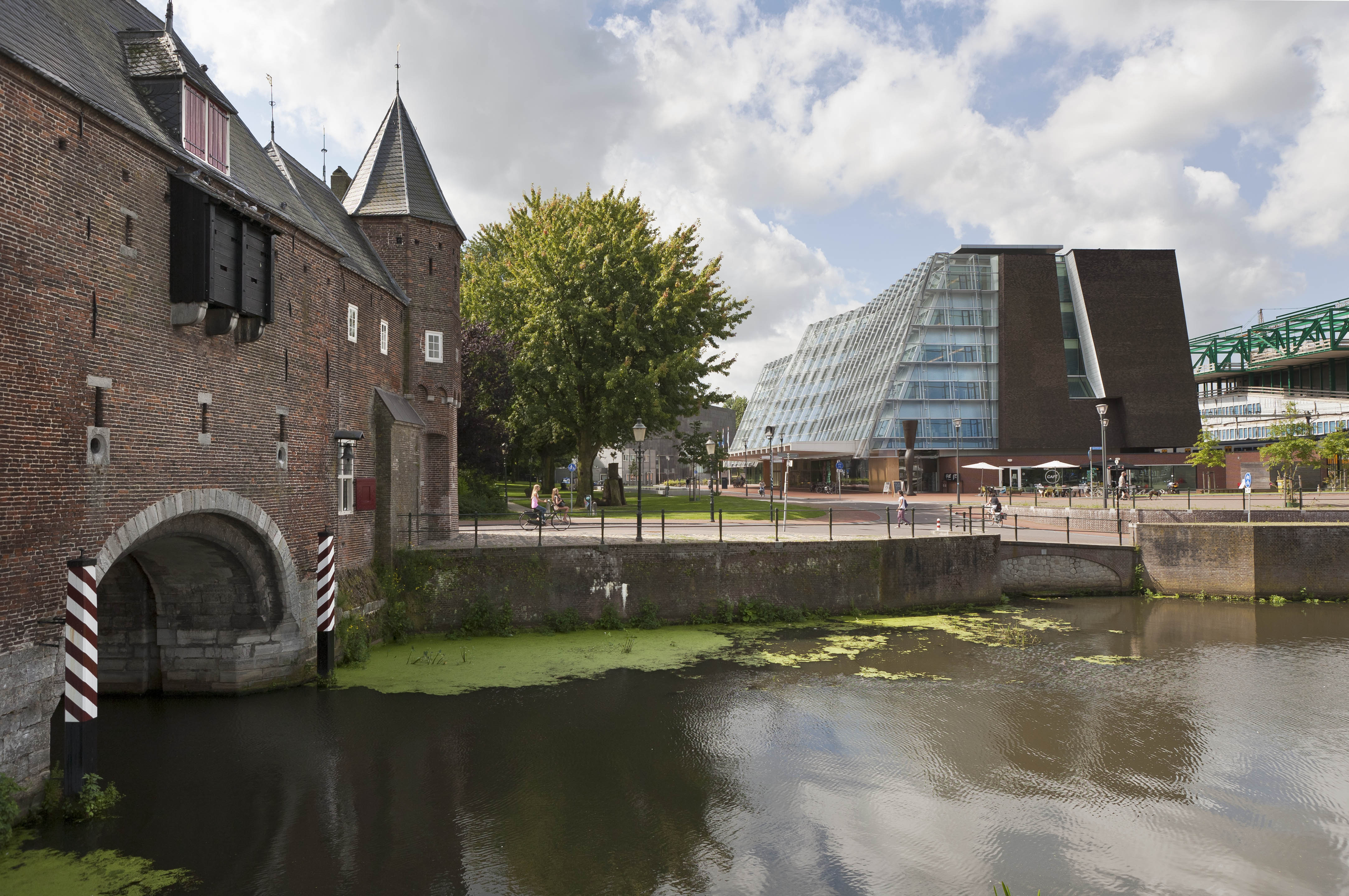
vue du bâtiment à droite à Amersfoort

En 1875, le ministère néerlandais de l'Intérieur a fondé le département Kunsten en Wetenschap (Arts et Sciences). Ce département a accordé des subventions pour la restauration de biens culturels. En 1903, il y eut une commission qui dressa un inventaire et une description des monuments néerlandais et en publia un historique. L'organisme devint en 1918 le Rijksbureau voor de Monumentenzorg (Bureau pour la conservation des monuments historiques). En 1947, cette organisation a été renommée "Département d'État pour la conservation des monuments historiques". La partie archéologique de cette organisation s'est séparée en 1947 pour devenir le "Département national d'investigation archéologique du sol", qui a fusionné en 1995 avec l'Institut néerlandais d'archéologie marine (NISA). Les départements de la propriété archéologique et culturelle ont fusionné en 2006 et sont devenus le Département d'État d'archéologie, paysage culturel et monuments (RACM). C'est en 2009 que ce département a été rebaptisé Agence nationale pour le patrimoine culturel et a emménagé dans un nouveau bâtiment à Amersfoort.

## Creative Commons
En avril / mai 2011, le RCE a publié sa collection d'images de 550 000 images sur beeldbank.cultureelerfgoed.nl.  En septembre 2012, les premiers téléchargements sur Wikimedia Commons ont été faits. En décembre 2012, un robot a commencé à télécharger en masse des images. Environ 450 000 images ont été téléchargées.

## Bibliothèque

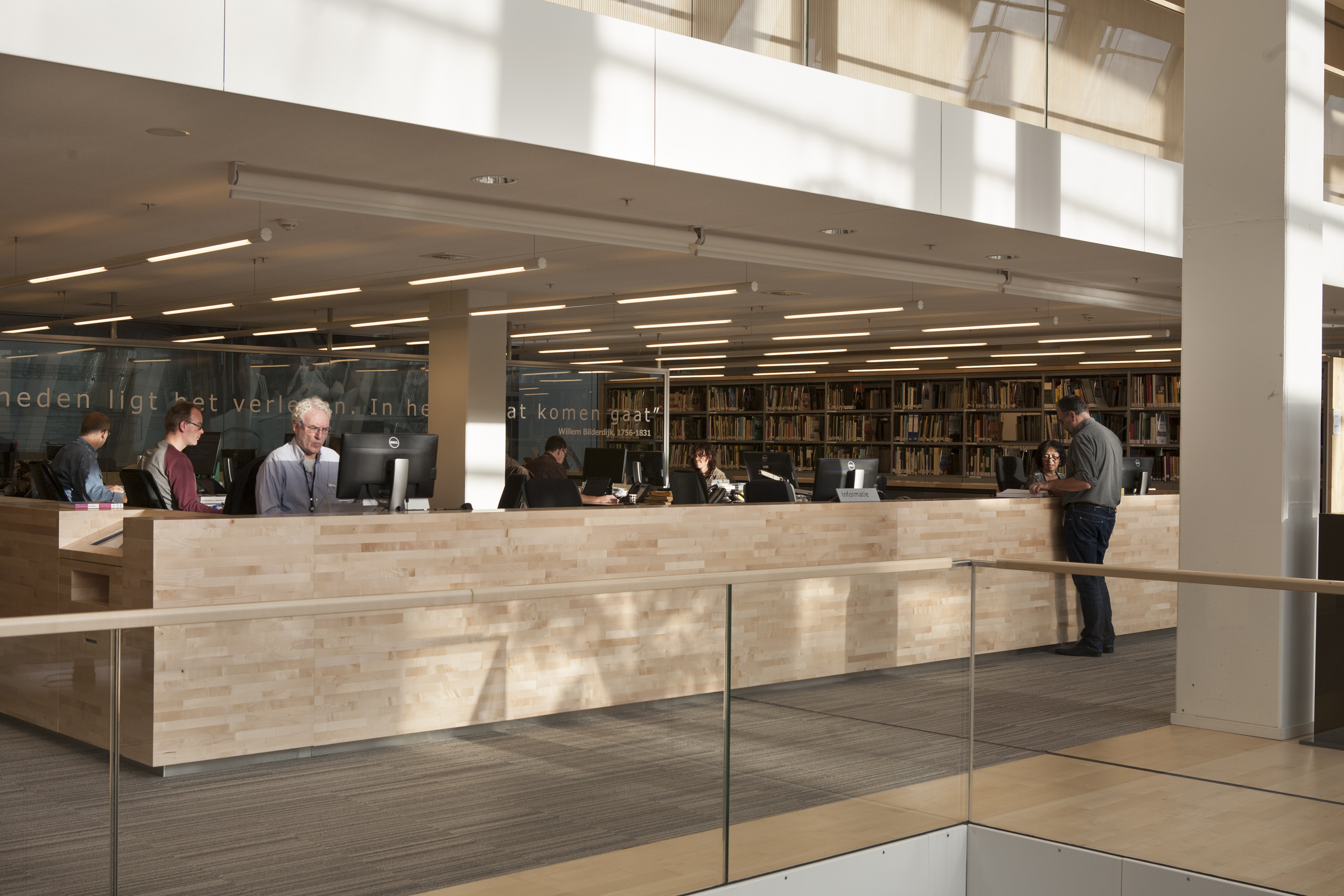
Bibliothèque de l'Agence nationale du patrimoine culturel

À partir de 1875, les différentes organisations qui forment aujourd'hui l'Agence nationale du patrimoine culturel ont rassemblé des livres, des périodiques et des sources sur l'art et l'histoire du bâtiment, la conservation des monuments, le paysage, l'archéologie, la géologie et les techniques de conservation et de restauration. Toutes ces collections ont été regroupées dans la bibliothèque d'Amersfoort en 2009. À partir de 2011, les collections de la bibliothèque de l'ancien Institut néerlandais de collecte (nl) ont été ajoutées aux collections des bibliothèques d'Amsterdam et de Ryswick. La bibliothèque est ouverte au public.